# Ove-Sprogøe-Preis
Der Ove-Sprogøe-Preis (dänisch Ove Sprogøe Prisen) ist ein dänischer Kulturpreis, der an Personen vergeben wird, die eine außergewöhnliche Leistung, in Theater, Film oder Fernsehen im jeweiligen Jahr erbracht haben. Die Auszeichnung ist benannt nach dem 2004 verstorbenen Schauspieler Ove Sprogøe, dem Darsteller des Egon Olsen in der Filmreihe um die Olsenbande, und soll zugleich eine Würdigung seiner Lebensleistung darstellen. Der Ove Sprogøe Prisen wurde 2006 von Nordisk Film und dem Schauspieler Morten Grunwald ins Leben gerufen und gestiftet. Die Auszeichnung ist verbunden mit einem gestifteten Preisgeld in Höhe von 50.000 Kronen und kommt zum großen Teil aus dem Verkauf des Buches En fynsk vulkan (deutsch: Ein fünischer Vulkan – ein Ehrenbuch für Ove Sprogøe).
Von 2006 bis 2010 wurde der Preis im damaligen Café Olsen-Banden (jetzt allgemeines Film-Café) im Kino Palads in Kopenhagen verliehen und seit 2010 findet die Verleihung bei Nordisk Film in Valby statt. Bis 2016 wurde der Preis alljährlich am 21. Dezember, dem Geburtstag Ove Sprogøes, verliehen. Seit 2017 wird er Anfang November zusammen mit zwei anderen Preisen von Nordisk Film, dem Erik-Balling-Reisestipendium und dem Nordisk Filmpreis auf der gemeinsamen Festveranstaltung Isbjørnen (Der Eisbär) in Valby verliehen.
Zu der Jury bei der Vergabe des Preises waren bzw. gehörten: Bent Fabricius-Bjerre (Komponist der Olsenbanden-Melodie), Bo Christensen (Produzent der Olsenbande), Jan Lehmann (Verkaufschef von Nordisk Film), Henning Sprogøe (Sohn von Ove Sprogøe), Morten Grunwald (Darsteller des Benny Frandsen in der Olsenbande), Lily Weiding (Frau von Morten Grunwald), Samuel Rachlin, Pelle Sadolin, Christian Have und Lisbeth Dahl.

## Preisträger
- 2006: Niels Ellegaard[3]
- 2007: Nicolaj Kopernikus[4]
- 2008: Lene Maria Christensen[5][6]
- 2009: Signe Egholm Olsen[7]
- 2010: Cecilie Stenspil[8]
- 2011: Nikolaj Lie Kaas[9][10]
- 2012: Pilou Asbæk[11][12]
- 2013: Mia Lyhne[13]
- 2014: Danica Curcic[14]
- 2015: Ulrich Thomsen[15]
- 2016: Johanne Louise Schmidt[16]
- 2017: Nikolaj Coster-Waldau[17]
- 2018: Katrine Greis-Rosenthal[18]
- 2019: Esben Smed[19]
- 2020: Mille Dinesen[20]
- 2021: Nicolai Jørgensen[21]
- 2022: Josephine Park[22]
- 2023: Jacob Lohmann[23]
- 2024: Sofie Torp[24]